# Elaphoglossum plumieri
Elaphoglossum plumieri är en träjonväxtart som beskrevs av Moore. Elaphoglossum plumieri ingår i släktet Elaphoglossum och familjen Dryopteridaceae. Inga underarter finns listade.